# ماريا فان كيروف
ماريا فان كيرخوف هي عالمة أمريكية متخصصة بالأَوْبِئة والأمراض المعدية، وباحثة في مجال مسببات الأمراض ذات المخاطر العالية، ومتخصصة في الأمراض الطارئة المعدية. تعمل في برنامج الطوارئ الصحية في منظمة الصحة العالمية. وقد ترأست الفريق الفني المخصص للتعامل مع جائحة كوفيد 19في الأعوام التي انتشر فيها، ورئيسة كل وحدة الأمراض الناشئة وكذلك وحدة الأمراض الحيوانية في منظمة الصحة العالمية.

## حياتها المبكرة وتعليمها
ولدت فان كيرخوف في الولايات المتحدة. حصلت على شهادة البكالوريا في العلوم البيولوجية في عام 1999 من جامعة كورونال وفي عام 2000 حصلت على شهادة الماجستير في علم الأوبئة من جامعة ستانفورد كلية الطب. وفي عام 2009 حصلت على شهادة الدكتوراه في علم الأوبئة للأمراض المعدية من كلية لندن للصحة والطب الاستوائي، اهتمت في اطروحتها بموضوع انفلونزا الخنازير في كمبوديا.

## الوظيفة
من عام 2006 إلى عام 2009 كانت فإن كيرخوف عالمة أوبئة في معهد باستور في كمبوديا، وكانت رئيسة فرقة التحقيق في تفشي المرض هناك، وكانت تجري أبحاثًا ميدانية حول الحيوانات، وفيروسات التنفس، والفيروسات الناشئة والتي عاودت الظهور مثل الإيبولا وماربورغ. وتخصصت فان كيرخوف في البحوث الميدانية لجمع بيانات عن الفيروس (اتش 5 ان 1) (HPAI/H5N1) المسبب لمرض انفلونزا الطيور، مع التركيز على مخاطر انتقال العدوى من الدواجن إلى البشر.
خلال المرحلة بين 2009م و 2015م تخصصت في مجال الأبحاث وعملت فان كيرخوف في كلية إمبريال-لندن في مركز مجلس البحوث الطبية لتحليل الانتشار والنمذجة. و ركزت على دراسة الإيبولا والإنفلونزا والتهاب السحايا وفيروس ميرس سيوف والحمى الصفراء. وفي أبريل/نيسان 2009، بدأت فان كيرخوف العمل كمستشار تقني لمنظمة الصحة العالمية في مجموعة القدرات العالمية والتنبيهات والاستجابة. في عام 2013م، كانت فان كيرخوف مستشارة فنية لمنظمة الصحة العالمية 
كانت فان كيرخوف محاضرة في الكلية الإمبراطورية في لندن منذ عام 2015م.
منذ مارس 2017م أصبحت فان كيرخوف رائدة فنية في منظمة الصحة العالمية في جنيف، سويسرا، وظهرت في مؤتمرات صحفية منظمة من قبل منظمة الصحة العالمية متعلقة بCOVID-19 في الفترة بين 2019-2020. قدمت كيرخوف إجابات على أسئلة شائعة حول هذا الوباء. وأمضت فان كيرخوف أسبوعين في الصين لفهم تفشى مرض COVID-19 بشكل أفضل,و لفهم الإجراءات الصينية للسيطرة على الفايروس.

## حياتها الشخصية
تعيش فان كيرخوف مع زوجها وولديها في جينيف، سويسرا.

## قيادة
- عضو المجلس الوطني للمرأة
- عضو في اتحاد علم أوبئة الإنفلونزا.[15]
- عضو في فرقة العمل التابعة لمنظمة الصحة العالمية المعنية بميرس – كوف.[12]